# Neopanorpa mulleri
Neopanorpa mulleri är en näbbsländeart som först beskrevs av Herman Willem van der Weele 1909. 
Neopanorpa mulleri ingår i släktet Neopanorpa och familjen skorpionsländor. Inga underarter finns listade i Catalogue of Life.